# Lista över golftermer
Detta är en lista över termer som används i sporten golf.

## A

### Adressering
Adressering innebär att spelaren placerar klubban framför eller bakom bollen, för att slå sitt slag.

### Albatross
Albatross innebär att spelaren slår bollen i hål på tre slag under hålets par. Detta görs genom att slå bollen i hål på två slag på ett par 5-hål, och anses vara svårare än att göra en hole-in-one. För att det ska bli en albatross måste bollen gå i hål från långt håll, minst 200 meter. Hole-in-one på ett par 4-hål anses även ibland vara en albatross. I USA kallas ofta albatross för Double eagle. På engelska Wikipedia finns listan List of professional golfers who have hit an albatross. Några svenskar finns där: Joakim Bäckström (German Masters 2005 och Russian Open 2008), Åsa Gottmo (Women's British Open 2002) och Per-Ulrik Johansson (PGA Championship 1995)l

### Assistant Head Greenkeeper
Assistant Head Greenkeeper (AHG), är arbetsledare för greenkeepers (banpersonal) på en golfbana. AHG sorteras organisatoriskt under 
Head Greenkeeper.

## B

### Backspin
Backspin innebär bakåtskruv på bollen och är en viktig del i ett slag. Klubbladets loft i kombination med friktionen mot golfbollen gör att bollen får bakåtskruv. Friktionen påverkas i sin tur av hur mjuk bollens yta är, utformningen hos bollens dimples och skåror på klubbladet. Backspin får bollen att stiga och om bakåtskruven är tillräckligt kraftig kommer bollen att spinna bakåt när den har landat. Många elitspelare utnyttjar bakåtskruven för sina inspel mot greenen då de slår bollen så att den landar bakom hålet för att den sedan ska spinna tillbaka.

### Baksving
Baksving är en förberedelse för ett slag där klubban förs i en båge bakåt från bollen.

### Birdie
Birdie innebär att spelaren avslutat hålet på ett slag under dess par, det vill säga tre slag i hål på ett par 4-hål etcetera. En birdie uppnås oftast av att spelaren når green på rätt antal slag, men lyckas med att putta bollen i hål på första försöket. Ett bra inspel som lägger bollen nära hålet underlättar.

### Bogey
Bogey (svenska: spöke), innebär att spelaren gör ett resultat ett över hålets par, det vill säga fyra 
slag i hål på ett par 3-hål etcetera. Ursprungligen var bogey hålets par och kallades även Ground score.
Uttrycket bogey myntades inom golf när en match spelades mot banans par på Great Yarmouth Club i England omkring år 1900. Vinnaren i en av matcherna sade till förloraren, en militär, att din motståndare måste vara en riktig bogey man, dvs. ett spöke. Militären berättade om detta för sina officerskollegor och de beslutade att under sina officerstävlingar införa en ny figur, Överste Bogey (eng:Colonel Bogey), den som aldrig gör fel. Det innebar att om spelaren inte klarade par så hade Överste Bogey slagit till. Bogey gav upphov till Colonel Bogey March, känd genom filmen Bron över floden Kwai.

### Bogeyspelare
Se Bogeyspelare.

### Bogeyvärde
Bogeyvärde är det antal slag en bogeyspelare (i detta fall handicap 20) erhåller i förhållande till par på en viss 
golfbana från en viss tee.

### Boll
Boll har två betydelser:

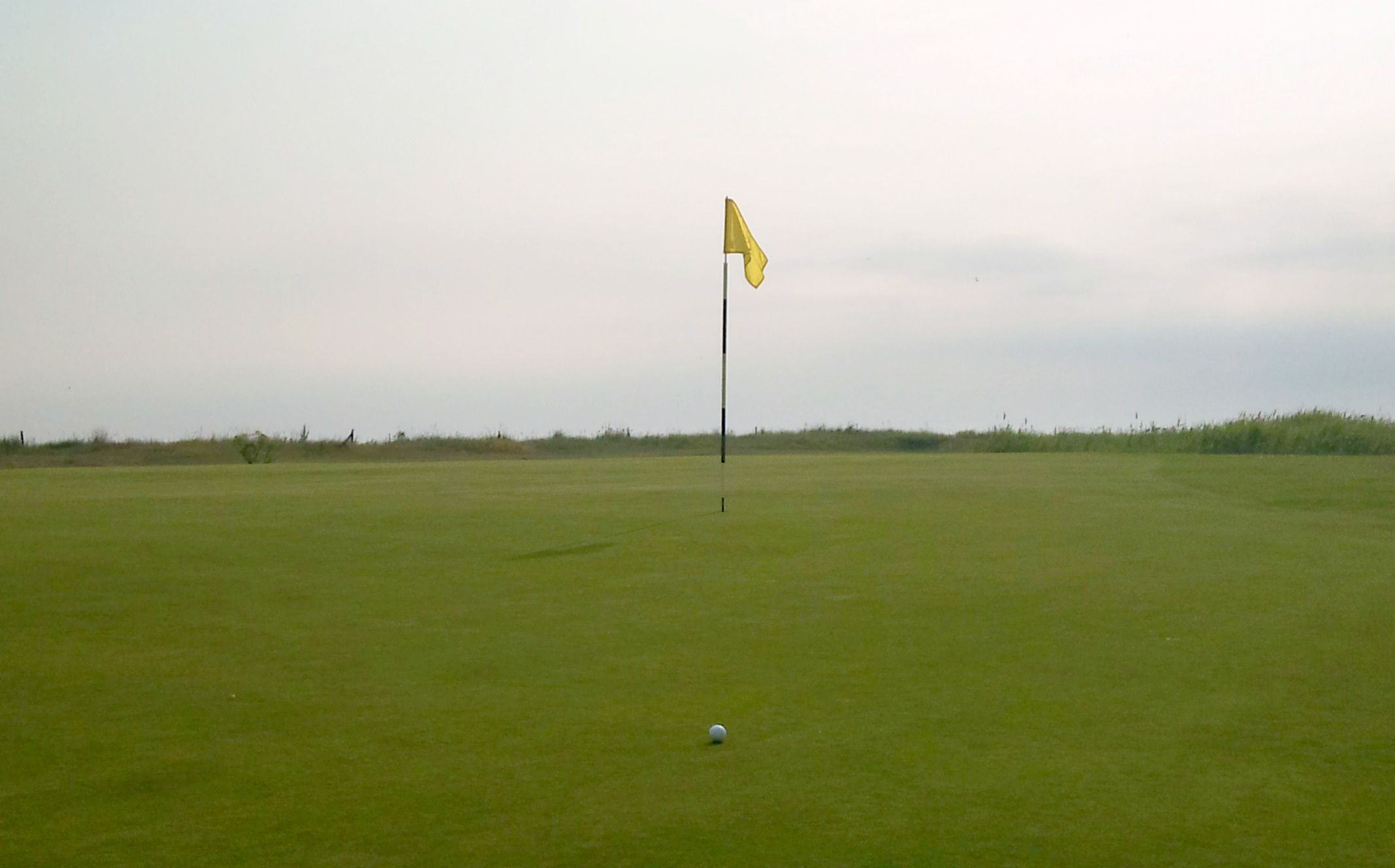
Golfboll på green.

- Den golfboll man spelar med (se golfboll)
- Benämning på en grupp av spelare som spelar en rond samtidigt, antingen i en sällskapsrond eller i tävling:
  - En spelare = singelboll
  - Två spelare = tvåboll
  - Tre spelare = treboll
  - Fyra spelare = fyrboll

### Bollflyktslagar
Bollflyktslagar är de fysiska lagar som beskriver hur bollen påverkas av klubban i träffen och som kan användas för att förstå varför bollen flyger som den gör.

### Bounce
Bounce är vinkeln på klubbans bottenyta (sula). Bounce är framför allt intressant på wedgeklubbor. En klubba med mycket bounce (10-12 grader) är lämplig att använda i bunkrar med lös sand eller i ruffen när bollen inte ligger nära marken. Uttrycket kommer från att klubban studsar upp när den träffar marken.

### Brassie
Brassie är beteckningen på en golfklubba, en trätvåa. Klubban används i mindre mån än till exempel trätrean (spoon) och 
drivern.

### Bästboll
Bästboll är en spelform i golf där två spelare bildar lag. Lagets bästa resultat på varje hål räknas och antecknas i scorekortet. Bästboll kan spelas antingen match mellan lagen eller som slagspel: slagtävling, poängbogey eller slaggolf.

## C

### Caddie
Caddie är en medhjälpare till spelaren, som bär spelarens golfbag och även i vissa fall hjälper till med klubbval, puttlinjer och så vidare. Caddien som oftast är hyrd är numera ovanlig i amatörsammanhang och förekommer mest i professionella tävlingar. Där har varje spelare sin egen caddie som oftast avlönas med 10% av spelarens intäkter. Caddien är alltså direkt beroende av att dennes arbetsgivare ska spela bra. Caddier för amatörer är fortfarande relativt vanliga i Asien, speciellt i Thailand i turistområdena. På senare tid har elektroniska avståndsmätare blivit populära ersättare, så kallade GPS Caddies.
Enligt golfreglerna får man ha högst en caddie åt gången. Det går dock bra att byta caddie när som helst under ronden.
I Sverige finns det en generell tävlingsbestämmelse som förbjuder användning av caddies vid juniortävlingar.

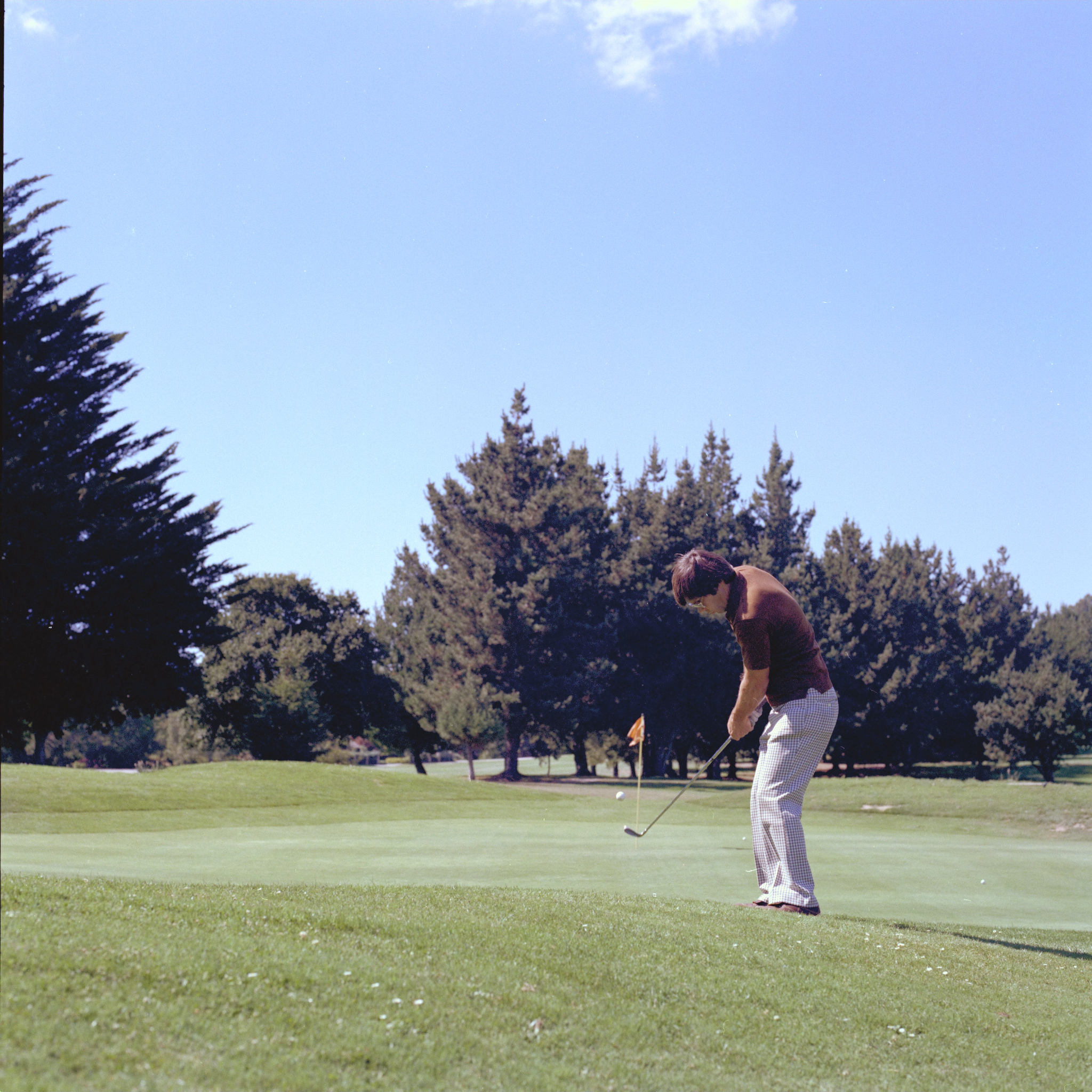
Chipp

### Chipp
Chipp är ett slag som utförs från korta avstånd mot greenen. Målet är att få bollen att gå i hålet 
eller att stanna så nära som möjligt för att få en enkel putt. Chippen slås med en järnklubba och utförs med en kort baksving. Beroende på gräsets beskaffenhet, om bollen rullar trögt eller snabbt, avgör spelaren hur mycket bollen ska flyga eller rulla. Ett chippslag som har till syfte att rulla bollen mot hålet med endast en kort luftfärd i början kallas chip and run. Skillnaden mellan chipp och pitch är att chipp slås med nästan låsta handleder och kort sving medan en pitch slås med mjuka handleder och en längre sving.
En chipp kan även slås med en driver eller metalwood. Detta kan vara ett alternativ om gräset kring greenen är tjockt eller högt. Fördelen att använda en metalwood istället för en järnklubba i dessa lägen är att den glider lättare genom gräset och på så sätt minskar risken att "duffa" slaget.

### Condor
Condor, (engelska för fåglarna Kondor och Kalifornienkondor) även dubbelalbatross, är ett begrepp som innebär att spelaren slår bollen i hål på fyra slag under hålets par. Detta görs genom att slå bollen i hål på två slag på ett par 6-hål, eller ett slag på ett par 5-hål, och anses vara svårare än att göra en albatross. Sådana hål är vanligen alltför långa för att det ska vara möjligt att spela på så få slag, men det kan vara möjligt på ett dogleg-hål. Det finns inga uppgifter på att någon gjort en "condor" i en professionell golftävling.

### Cut
Cut innebär kvalgräns. I tävlingar anges en cut på antal slag i förhållande till par efter två ronder, för att de två sista ronderna spelas med de bästa spelarna. Cutten kan till exempel vara 2 slag under par vilket innebär att spelare med 1 slag under par eller sämre inte får fortsätta tävlingen.

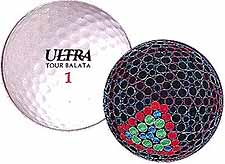
Golfboll med dimples

## D

### Dimples
Dimples är urgröpningarna i golfbollens yta. Bollens flygegenskaper påverkas av antalet dimples och deras djup. Om en golfboll skulle sakna dimples så skulle den inte flyga mer än cirka 100 meter och precisionen i slaget skulle avsevärt försämras. 
Moderna golfbollar har mellan 300 och 450, ca 0,3 mm djupa dimples. Ursprungligen spelades golf med släta bollar, som efter en tids spel fick små skavanker. Man märkte då att bollen därefter flög bättre än från början, då den var helt slät. Det var så man upptäckte det fördelaktiga med dimples.

### Dogleg
Dogleg (engelska för hundben), är begreppet som används för att beskriva ett hål som vrider sig en eller flera gånger på väg mellan tee och green. Vanligast är dogleghål bland par 5-hål, men finns även bland par 4-hål.

### Dormie
Dormie eller Dormy, är ett begrepp för att beskriva en situation under matchspel när en spelare leder med så många hål som det återstår att spela och således har försäkrat sig minst oavgjort i matchen. Till exempel, om en spelare leder med tre när tre hål återstår så kallas det "dormie" eller "dormie-tre".

### Draw
Draw är ett slag som för högerspelare får bollen att starta åt höger och skruva sig åt vänster. För vänsterspelare gäller motsatt rotation. Många professionella spelare slår sina slag med draw. Draw ger en svagare och mer kontrollerad sväng än hook.

### Drive
Drive är det första slaget från utslagsplatsen, tee, då hålet är ett par fyra eller fem. Inom golfen har ordet använts i denna betydelse sedan början av 1800-talet.

### Driver
Driver är den golfklubba som normalt används som utslagsklubba vid långa hål. Denna klubba, som även kallas träetta, är på grund av sin låga klubbhuvudsvinkel (cirka 7-12 grader) svår att använda utan peg och används därför främst från utslagsplatsen, tee.

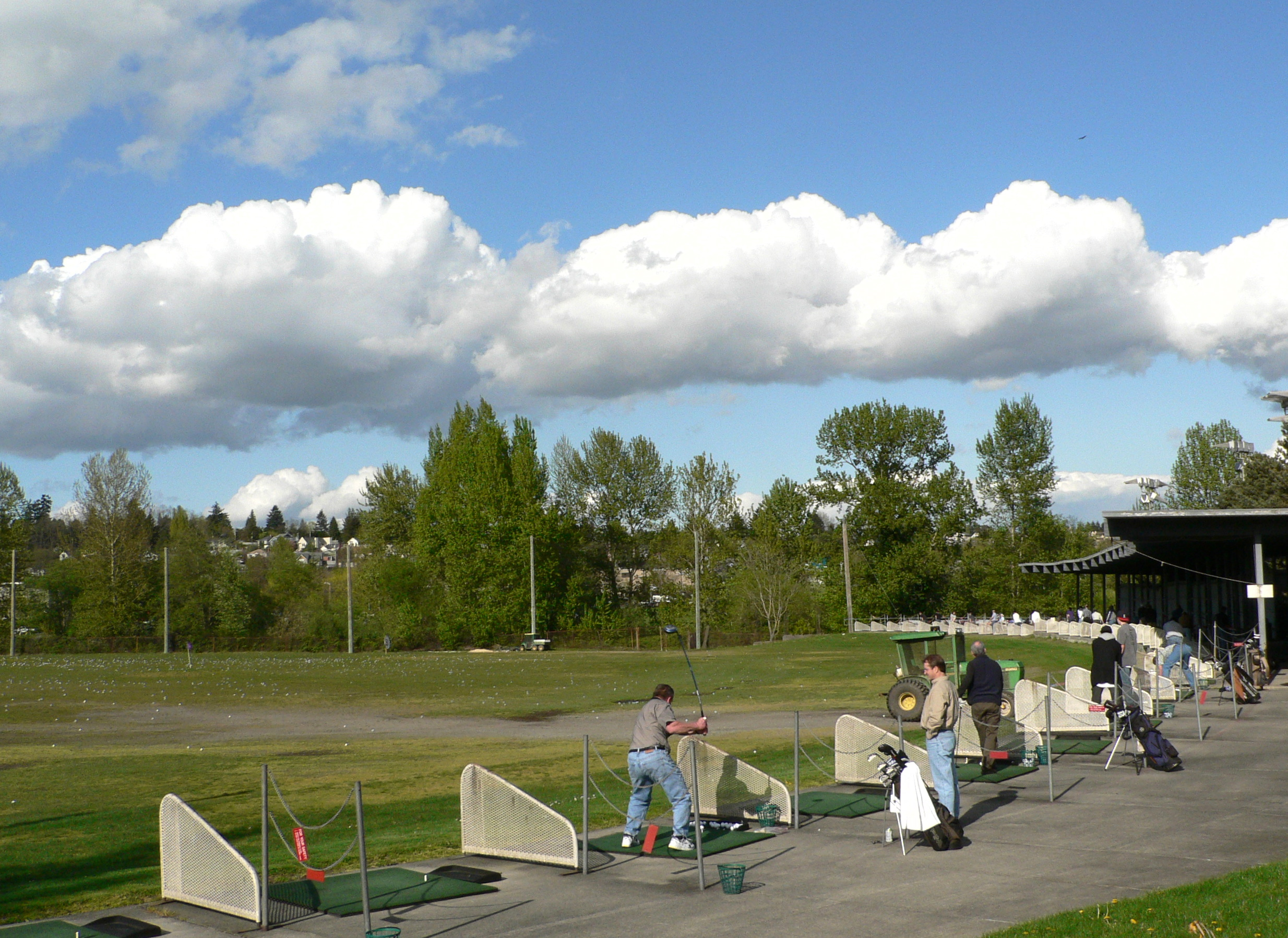
Driving range.

### Driving range
Driving range är ett område på en golfklubb, ofta i anslutning till träningsområdet, där det är möjligt att slå bollar från mattor i syfte att träna upp det långa spelet. På vissa driving rangar finns även precisionsmål avsedda för järnslagsträning. 
Träningsbollar för detta syfte går alltid att köpa i närheten, dessa är märkta med röda eller svarta streck så de inte ska förväxlas med vanliga golfbollar.

### Droppning
Droppning är en benämning inom golf som innebär att bollen släpps av spelaren med handen från knähöjd. Droppning används oftast när bollen har hamnat i ett svårt läge och spelaren därför behöver lättnad i spelet. Spelaren får när som helst under spelet droppa bollen. Förutsättningarna för droppningen avgör om spelaren ska straffas med pliktslag eller inte. Spelaren straffas med ett pliktslag om denne droppar sig fri från ett hinder eller bollen gått out of bounds (utanför banan). Spelaren får fri dropp (droppning utan pliktslag) om bollen ligger intill ett tillverkat föremål som inte är en organisk del av banan och spelaren inte kan utföra sin sving på ett normalt sätt. Fri dropp är även vanligt då banan har utsatts för onormala väderförhållanden eller om arbeten på banan pågår. Fri dropp regleras ofta i lokala regler.

### Dubbelalbatross
Dubbelalbatross är när man får 4 slag bättre än hålets par. Detta uppnås genom att slå bollen i hål på ett slag på par 5-hål eller två slag på par 6-hål. Kallas även för Condor eller Vulture. Det sägs ha klarats fyra gånger i historien (källa en:Par (score). Fem under par på ett hål anses aldrig ha klarats.

### Dubbelbogey
Dubbelbogey innebär att spelaren har gjort ett resultat på 2 slag över hålets par. Exempelvis så är 6 slag på ett par 4-hål en dubbelbogey. Termen tar inte hänsyn till spelarens handicap utan räknas på det faktiska antalet slag som behövs för att få bollen i hål.

### Duff
Duff är ett slag där spelaren (oavsiktligt) träffar marken innan bollen.

## E

### Eagle
Eagle (engelska för örn) innebär att ett hål spelats ut på två slag under hålets par, dvs. ett resultat på tre slag på ett par 5-hål, eller två slag på ett par 4-hål. Resultatet är vanligast på par 5-hål, och i professionella tävlingar är de relativt vanliga, då många professionella spelare klarar av att nå green på två slag på ett par 5-hål.

## F

### Fade
Fade är ett golfslag som för högerspelare får bollen att starta till vänster och skruva sig åt höger. För vänsterspelare gäller motsatt rotation. Många professionella spelare slår sina slag med fade. Fade ger en svagare och mer kontrollerad sväng än slice.

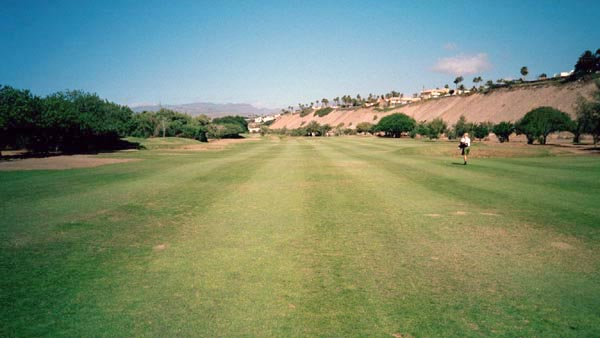
Fairway på Maspalomas, Gran Canaria.

### Fairway
Fairway är den del av golfbanan som förbinder utslagsplatsen (tee) med green. I golfreglerna används inte ordet fairway utan den finklippta delen av spelfältet. Den omges oftast av semiruff och/eller ruff och det förekommer vanligen hinder på spelfältet. Klipphöjden på fairway är mellan 12 och 20 millimeter och börjar vanligen ett tiotal meter från tee.

### Flop
Flop kallas det höga golfslag som många proffs använder sig av i vissa speciellt svåra situationer. Flopslaget går inte långt, men bollen stiger till en hög höjd på liten sträcka. Det kan vara till användning om man har ungefär 10 meter till greenen, och måste slå över exempelvis en bunker innan green och när flaggan står nära bunkern. Då flyger bollen högt och landar mjukt och rullar inte långt.

### Floridaboll
En begagnad golfboll som tvättats och sedan säljs billigt.

### Fore
Fore är ett varningsrop vid golfspel. Golfspelare är skyldiga att ropa fore om det finns minsta risk att en annan människa kan träffas av bollen. Uttrycket fore är härlett ur det brittiska infanteriets terminologi. Vid anfall i dubbla led måste det främre ledet lägga sig ner när det bakre skulle avlossa sina vapen. Det bakre ledet ropade Beware before! – på den tiden engelska för ungefär "Se upp där framme!" – och begreppet har inom golfen förkortats till fore. Det finns dock även andra förklaringar till hur fore uppkom.

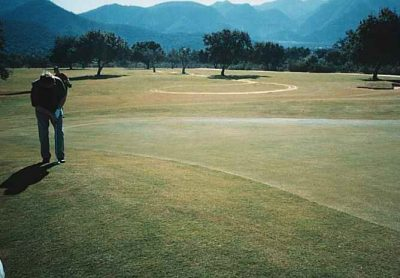
Puttning från foregreen.

### Foregreen
Foregreen är den del av en golfbana som ligger mellan fairway och green. Gräset på foregreen har högre klipphöjd (6-10 millimeter) 
än green men lägre än fairway. Den låga klipphöjden gör det ofta möjligt att putta från foregreen. Fast namnet låter engelskt heter detta område fringe på engelska.

### Foursome
Foursome är en spelform som innebär att två spelare bildar ett lag. Spelarna spelar med en boll i laget. Spelarna slår ut från varannan tee. 
När en spelare slagit ut slår spelarna på bollen varannan gång tills bollen är i hål. Tävlingsformen förekommer bland annat i Ryder Cup och Solheim Cup och i andra elitsammanhang.
Eventuella pliktslag i foursome påverkar inte slagordningen. Om exempelvis spelare A slår bollen out of bounds pliktar spelarparet ett pliktslag och spelare B ska slå nästa slag.

### Fyrboll
Fyrboll är en spelform där två spelare bildar lag och spelar mot ett annat lag med två spelare. Alla spelar med varsin boll. Fyrboll förekommer i både matchspel och slagspel, i tre olika former:
- Fyrboll bästboll - Kallas även bästboll. Den bästa av lagets två bollar som har spelats på hålet räknas.
- Fyrboll bäst och sämst - Kallas även bästboll/sämstboll och används endast vid matchspel. Den bästa bollen räknas och ger 1 poäng till laget och den bästa av de två sämsta bollarna ger 1 poäng.
- Fyrboll sammanlagt - De båda lagen lägger ihop sina slag och det lag som har den lägsta nettoscoren vinner hålet.

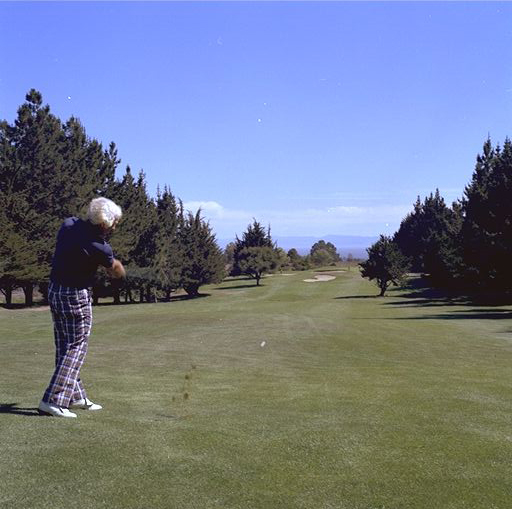
Genomsving

## G

### Genomsving
Genomsving eng. Follow through, är sista delen av ett golfslag. Benämning på kroppens rörelser efter att bollen har träffats.

### Gimmie
Slang för "Give me" (ge mig). När bollen vid putt eller inspel på green hamnar så pass nära hål att den med största säkerhet går i på nästa slag kan medspelarna säga något i stil med "Du får den", varpå spelaren i fråga tackar, plockar upp bollen och bokför nästa slag utan att spela det. Man får alltså inte ett slag mindre på scorekortet, men man slår det inte. Detta för att spara tid om det är många i bollen och nästa boll väntar tätt efter. Namnet kommer från att man i engelskspråkiga länder själv får be om detta, medan det i Sverige är kutym att det är motspelarna som erbjuder det.

### Golfbag
Golfbag är den väska som spelare bär sina golfklubbor i.

### Golfboll
Golfboll är den boll som används i golfspel. Golfbollen har 300 - 450 små ingröpningar i sig, så kallade dimples. Dessa dimples får golfbollen att flyga längre då de gör att luftströmmarna runt bollen följer med bakom bollen och utjämnar lufttrycket (eller sänker luftmotståndet). Grovt räknat brukar man uppskatta att en boll med dimples flyger ungefär dubbelt så långt som en slät boll, allt annat lika. En golfboll får inte väga mer än 45,93 gram och golfbollens diameter får inte underskrida 42,67 mm.

### Golfetikett
Golfetikett beskriver uppträdande, företrädesrätt och omsorg om golfbanan. Golfetikettreglerna står i början av regelboken. Etikettsreglerna gäller över hela världen. De kompletteras ofta av enskilda klubbar och beskriver då bland annat klädsel på banan och i klubbhuset. Till exempel så föreskriver de flesta klubbar att spelaren måste ha krage på tröjan vid spel och vissa skotska klubbar föreskriver att klubbhusets besökare måste bära kavaj.

### Golfklubb
En golfklubb (GK) är en förening som tar hand om en golfbana. För att få spela golf i de flesta länder måste spelaren vara medlem i en golfklubb.
I Sverige är en golfklubb en självständig juridisk person underställd Svenska Golfförbundet endast i idrottsliga frågor som tävlingsbestämmelser, regler och handicapsystem.

### Golfvett
Golfvett är en definition på hur man skall agera på en golfbana.

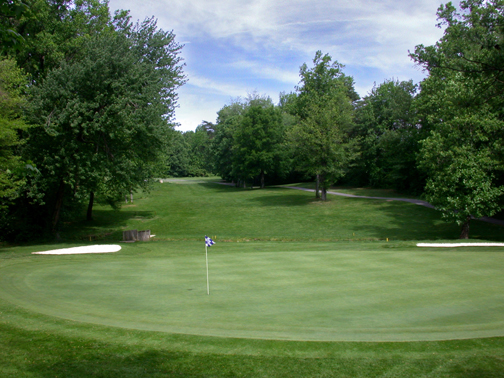
Green

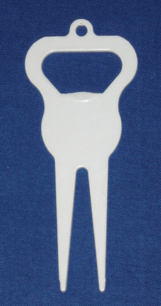
Greenlagare

### Green
Green är den mest kortklippta delen av golfbanan på vilken hålet är beläget. En provisorisk green kan tillfälligt ersätta ordinarie greener under onormala förhållanden på grund av väderlek, ombyggnad eller andra orsaker som gör att det inte går att använda den ordinarie. En bana som har fler än två provisoriska greener är inte godkänd för handicapronder.

### Greenfee
Greenfee är i golf den spelavgift som spelare erlägger hos golfklubbar, för spel på deras golfbanor. Greenfee varierar mellan klubbar och kan avse spel hela dagen eller för en rond. Många klubbar har greenfeemedlemmar (även kallat distansmedlemskap eller non resident). Medlemsformen innebär att medlemmen bor långt ifrån golfbanan och kan därför bli medlem till en lägre kostnad än fullvärdiga medlemmar. Greenfeemedlemmar måste betala, ofta reducerad, greenfee varje gång de spelar till skillnad mot medlemmar med fullt medlemskap, vilka har sin spelavgift betald på hemmabanan genom sitt medlemskap. I många golfdistrikt förekommer greenfeesamarbete mellan golfklubbar som innebär att klubbarnas medlemmar spelar för reducerad greenfee på de banor som ingår i samarbetet.

### Greenkeeper
Greenkeeper är titeln på en person som arbetar med skötseln av en golfbana. Greenkeeprar sorteras organisatoriskt under en Assistant Head Greenkeeper (arbetsledare utan formell utbildning) och, om inte en sådan finns, direkt under en Head Greenkeeper. Tidigare användes i Sverige ingen speciell engelsk titel för golfbanearbetare, men banchefen benämndes greenkeeper.

### Greenlagare
Greenlagare är ett gaffelformat verktyg som används för att laga nedslagsmärken som golfbollen har förorsakat på greenen, oftast efter höga inspel. Greenlagaren är obligatorisk att ha med sig vid spel på de flesta golfbanor i Sverige och ofta kontrollerar klubbens funktionärer detta innan ronden påbörjas.
En greenlagare kan se ut på olika sätt. En vanlig modell är gaffelmodellen, som har två armar. Den kan vara gjord av metall eller plast. Man kan även använda en peg eller ett spetsigt föremål för att laga nedslagsmärket. 
Det finns även en modell som monteras på putterns grepp. Den är avsedd för nedslagsmärken där ytan inte spruckit upp helt. Den har fyra vågformade armar och kallas för Green-Go. Läs mer om metoderna nedan.

### Greenlagning, lagningsmetoder
Det finns olika typer av greenlagare. Den vanligaste typen är gaffelmodellen. Den finns i många olika utföranden, men principen är densamma. Två utstickande armar används för att lyfta in kanterna på det skadade området. Lagning med gaffelmodellen kallas även USGA-metoden.
Det går även laga märket med en vanlig peg. Det kräver dock övning och att man vet vad man gör, annars kan det förvärra skadan om man gör fel.
Det finns även greenlagare som monteras på putterns greppände. Den är utformad med fyra vågformade armar, som griper tag i turfen och kan lyfta upp och återställa ytan. Metoden kallas för Green-Go-metoden och lämpar sig bäst till nedslagsmärken där ytan inte slagits upp helt, som en krater eller ett glidmärke.
| Metod            | Verktyg                                      | Hur man gör |
| USGA-metoden     | Lagare med två armar, s.k. gafflar.          | Stick ner lagaren och knuffa/skjut in gräset från ytterkanterna av hålet. Tryck till märket med puttern så ytan blir jämn.                                                   |
| Pegmetoden       | En vanlig peg.                               | Tryck ner peggen från märkets ytterkanter och lyft in mot mitten, tills märket återställts. Jämna av ytan med puttern.                                                       |
| Green-Go-metoden | Greenlagare som fästs på putterns greppände. | För ner lagaren vid sidan av märket, vrid puttern/verktyget 15-20 grader och lyft uppåt. Upprepa rörelsen tills märket är lagat. Jämna till ytan med foten eller din putter. |

### Greensome
Greensome är en spelform där två spelare bildar ett lag. Bägge spelarna slår ut från utslagsplatsen (tee). Spelarna väljer därefter den bästa bollen. Sedan slår den spelare som inte slog ut den valda bollen nästa slag. Därefter slår spelarna vartannat slag på bollen tills bollen är i hål. För att få ett resultat i greensome kan den spelas både som slagtävling, slaggolf och poängbogey. Se även Irish greensome.

### Grunda klubban
Grunda klubban innebär att spelaren vidrör underlaget med sin golfklubba. Det är inte tillåtet att grunda klubban i bunker, vattenhinder eller sidovattenhinder innan slaget.

### Guty, guttie
Gammaldags slät boll av solid guttaperka.

## H

### Handicapindex
Handicapindex är en gradering av flera faktorer, bland annat svårigheten, på en golfbanas olika hål. Graderingen på en 18-hålsbana sker från 1 till 18, där hcp 1 ofta är det svåraste hålet och hcp 18 ofta är det lättaste. Oftast sker udda gradering (1, 3, 5, 7, 9) på de nio första hålen och jämn gradering på de nio sista hålen, eller tvärtom. Graderingen görs för att spelarna ska kunna fördela sina handicapslag på golfbanan.

### Head Greenkeeper - Banmästare
Head Greenkeeper (HG) ansvarar inför Course Managern, banchefen på golfklubben, för skötseln av golfbanan. HG har en arbetsledande ställning men kan ha en Assistant Head Greenkeeper direkt underställd. HG har formell kompetens motsvarande:
- fem års praktik eller anställning inom golfbaneskötsel eller
- tre års yrkeserfarenhet och två års utbildning vid lantbruks- eller trädgårdsskola.

### Hinder
Hinder är inom golf benämning på vattenhinder, sidovattenhinder och sandbunkrar.

### Hindrande föremål
Hindrande föremål är ett tillverkat eller bearbetat föremål, till exempel en colaburk eller en parkbänk utom sådant som markerar banans gräns, delar av föremålet som ligger utanför banan eller som förklarats som organisk del av banan . Om det snabbt går att flytta utan att det går sönder är det flyttbart, annars är det oflyttbart. Hindrande föremål kallades tidigare tillverkat föremål. Enligt golfreglerna har spelare frivillig lättnad utan plikt från hindrande föremål.

### Hole-in-one
Hole-in-one innebär att bollen går i hål på ett slag. Detta är vanligast på par 3-hål, och innebär då ett resultat på två slag under par. Det förekommer dock hole-in-one även på par 4-hål, dessa är dock väldigt ovanliga, då inte många par 4-hål är korta nog för att någon spelare ska kunna nå hålet från tee på ett slag.

### Hook
Hook är ett golfslag som för högerspelare får bollen att rotera från höger till vänster (moturs) och för vänsterspelare motsatt rotation. Bollen har träffats med ett slutet klubblad och klubban har svingats inifrån och ut. En hook ger en kraftigare skruv än draw.

### Hybridklubba
Hybridklubba är ett mellanting mellan träklubba och järnklubba. Hybridklubbans mål är att kombinera järnklubbans precision med träklubbans förlåtande spelegenskaper. En hybrid brukar ersätta de ofta svårslagna långa järnen, och klubban har under de senaste åren blivit mycket populär.

### Hål
Hål har två betydelser: 
- Det 108 mm (4.25 tum) stora hålet placerat på varierande platser på en green. Hålet, eller hålkoppen, ska vara minst 108 mm (4 tum) djup och om det finns en hålkopp så rekommenderas den vara nedsänkt ca 2,5 cm (1 tum) under markytan. I hålet finns en flaggstång placerad för att visa hålets placering på greenen.
- Varje numrerad del av golfbanan bestående av tee, fairway, ruff, hinder och green. Varje hål har ett längdvärde benämnt par.

## I

### In
In innebär de sista nio hålen som spelas under en 18-hålsrond. Kallas även inrundan eller, på engelska, back nine. Uttrycket kommer från att många golfbanor ursprungligen var utlagda längs kusten så att första hälften av hålen gick ut från klubbhuset och andra halvan ledde tillbaka.

### Inspel
Inspel är ett golfslag som, oavsett avstånd, har till syfte att få bollen att stanna på greenen.

### Irish greensome
Irish greensome spelas på samma sätt som Greensome, med den skillnaden att på par fyror och par femmor slår spelarna ytterligare ett slag till på den andre spelarens boll innan man väljer lagets boll.

## K

### Kondor
4 slag under par. Extremt ovanligt och har aldrig inträffat i professionell golftävling.

### Korthålsbana
Korthålsbana är en kortare golfbana som ofta ligger i anslutning med en större. Oftast är hålen som högst 150 meter långa, även om längre korthålsbanor förekommer. Korthållsbanor är oftast avsedda för närspelsträning, och oftast finns inga handicaprestriktioner för att få spela på banan, så kallat pay and play.

## L

### Lie
Lie är vinkeln mellan en golfklubbas skaft och sulan på klubbladet.

### Linksbanor
Linksbanor är golfbanor där den grästäckta marken består av sandjord från ursprunglig havsbotten. Namnet kommer av ett gammalt skotskt ord hlinc (ursprungligen anglosaxiskt) som betyder sluttning, höjd eller (land-)rygg. Linksbanor finns framför allt längs den brittiska kusten. I Sverige finns linkshål till exempel på Flommens GK, Ljunghusens GK, Falsterbo GK och Helsingborgs GK. 
Falsterbo GK anses dock vara den enda svenska golfbanan som är en renodlad linksbana. The Open Championship spelas alltid på linksbanor. Det finns omkring 160 linksbanor i världen idag, varav 40% ligger på Irland.

### Lobwedge
Lobwedge är den golfklubba som har det största loftet, vanligen mellan 58 och 64 graders vinkel. Klubban kan användas var som helst på banan men på grund av det höga loftet och sin korta längd så används den framför allt för de kortaste slagen och när slaget kräver hög precision. Ett slag med en lobwedge resulterar i ett högt slag och i att bollen stannar snabbt på greenen, ofta med backspin. Lobwedge finns i olika typer vad gäller dess bounce. En klubba med liten bounce kan användas från fairway som en vanlig klubba med normal sving medan en lobwedge med mycket bounce kan användas för bunkerslag och slag ur ruffen.

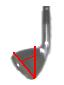
Loft.

### Loft
Loft beskriver vinkeln i grader på en golfklubbas blad i förhållande till skaftet. Loftet lyfter bollen från marken vid tillslaget och ju större vinkel det är på bladet desto högre kommer bollen att flyga. Järnklubbor numreras för att kunna identifieras och standarden är att låga nummer har mindre loft och högre nummer har större loft (en järnfemma har mindre loft vilket gör att bollen flyger längre än med en järnsexa).

### Lokala bestämmelser
Lokala bestämmelser är bestämmelser som golfklubben inför och som inte omnämns i golfreglerna eller i de lokala reglerna. Det kan gälla till exempel bunkerkrattornas placering, regler för övningsområden, företrädesrätt på banan eller klädsel.

### Lösa naturföremål
Lösa naturföremål är naturföremål som inte sitter fast i marken eller sitter fast på bollen, till exempel löv eller lösa kvistar.

## M

### Mark under arbete
Mark under arbete (MUA) är ett område under reparation eller ett känsligt område. Områdets gräns beslutas av tävlingsledning eller banansvariga. Exempel på MUA är myrstackar, gropar som orsakats av banarbete och hopsamlat material som ska bortforslas. MUA markeras på banan med blå eller blå/vita pinnar alternativt regleras i lokala regler. Droppning på grund av MUA medför inte pliktslag. Om bollen hamnar i MUA har spelaren följande alternativ:
- Om MUA är markerad med blå pinnar - Spelaren får droppa bollen utanför olägenheten eller spela bollen som den ligger.
- Om MUA är markerad med blå/vita pinnar - Spelaren måste droppa bollen utanför olägenheten.

### Markör
Markör är den som har utsetts att föra scorekortet för en spelare. Spelaren är dock själv ansvarig för att rätt score har angivits och tar det ansvaret genom att signera sitt scorekort efter spelad rond. För att ronden ska vara handicapgrundande måste markören enligt handicapreglerna ha officiellt handicap (hcp 36). Markören är vanligtvis en medtävlare.

### Matchspel
Matchspel är en spelform där en sida spelar mot en annan. Med sida avses en eller två spelare. I match tävlar spelarna om vunna hål. När en sida har vunnit fler hål än vad som återstår att spela, så är matchen slut. Matchspel förekommer som singel, foursome och fyrboll. I Ryder Cup spelas singel och foursome och i Dunhill Cup spelas en variant på singelmatch som innebär 18 håls slagspel och den som har lägst antal slag vinner matchen.

### Mulligan
Mulligan är en engelsk golfterm som betyder ungefär "a second chance for better results". Mulligan är en sedvänja inom sällskapsspel i golf, även kallad pilsnerslag. Mulligan innebär att spelaren får slå ett andra slag utan att räkna det första. Detta är emot de vanliga golfreglerna och får inte användas på tävling eller handicapgrundande rond. Benämningen är av amerikanskt ursprung och några anser att det kommer från uttrycket have it again. Andra menar att uttrycket uppfanns av en Mr Mulligan. Mulligan är en påhittad term och den används bara inom sällskapsgolf, men det tvistas ofta om hur den ska användas. En del menar att den bara kan användas på första tee, medan andra menar att den kan användas när som helst under spelets gång. Omtvistat är också om man måste komma överens innan spelet påbörjas om att mulligan får användas. De flesta är dock eniga om att den bara får utnyttjas en gång under en 18-hålsrond.

## N

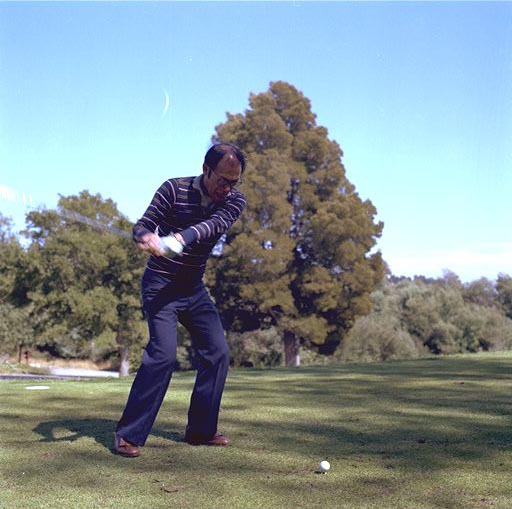
Nersving.

### Nedslagsmärke
När bollen landar på green, uppstår ofta ett märke. Det märket måste lagas för att greenen ska behålla en jämn spelyta. Om märket inte lagas, eller lagas på ett felaktigt sätt, blir ytan förstörd och det kan ta lång tid innan den blir återställd. I värsta fall kan skadan leda till följdproblem som t.ex. svampangrepp, som kan kräva extra arbete att åtgärda.
Märket som uppstår när bollen slår ner kan se olika ut. En bra green har en relativt fast yta som står emot kraften från bollen på ett bra sätt. I de fallen uppstår bara en fördjupning på ytan och den är enkel att återställa. En green som är mjukare ger ofta större märken, med öppna sår, som är svårare att återställa.
Nedslagsmärken lagas med hjälp av en greenlagare. 

### Nersving
Nersving är den del av golfslaget där klubban, efter baksvingen, förs tillbaka mot bollen i syfte att slå iväg den.

### Niblick
Niblick även kallad rut iron, är en golfklubba med liten bounce som ursprungligen användes för att slå bollen när den låg i fördjupningar i marken, till exempel hålor. Klubban utvecklades med tiden och användes bland annat för att slå bollen ur bunkrar och för höga slag. Idag motsvaras klubban av en järnnia.

### Närspel
Närspel är den sammanfattande benämningen för det korta spelet mot eller på greenen. I begreppet innefattas inspel, pitchslag, chippar, bunkerslag mot hålet och puttning. De flesta spelare anser att närspelet är den viktigaste delen inom golfspelet.

## O

### Onormala markförhållanden
Onormala markförhållanden är mark under arbete (MUA), tillfälligt vatten eller hål gjort av bogrävande djur, reptil eller fågel.

### Out of bounds
Out of bounds är en benämning inom golf som betyder utanför banans gräns. Spel är förbjudet out of bounds men spelaren får stå utanför gränsen och slå bollen om den ligger på banan. Gränsen för out of bounds sträcker sig vertikalt uppåt och nedåt och hela bollen ska ligga utanför gränsen för att den ska vara out of bounds. Gränsen för out of bounds markeras ofta av vita pinnar men kan av lokala regler utgöras av andra föremål, såsom en mur eller ett dike. Om bollen hamnar out of bounds ska spelaren, med ett slags plikt, slå en ny boll från en plats så nära som möjligt den plats där det ursprungliga slaget slogs.

## P

### Par
Par är en benämning inom golf för att beskriva banans och dess håls längdvärde. Det finns tre huvudtyper av golfhål:
- Par 3-hål – 100–230 meter
- Par 4-hål – 230–430 meter
- Par 5-hål – 430–550 meter

Längderna kan variera beroende på med- eller motlutande terräng.
Par är det resultat en scratchspelare (elitspelare) förväntas klara på hålet. Man förväntas då nå green på två slag mindre än par och sedan behöva två puttar per hål. På ett par 3-hål förväntas första slaget nå fram till och träffa greenen, på par 4-hål har spelaren två slag på sig att nå fram till och träffa greenen och följaktligen tre slag för att nå fram till och träffa greenen på ett par 5-hål. Man räknar alltså därutöver också med att man har två puttar på sig per hål. En vanlig fördelning för en 18-hålsbana är fyra par tre-hål, tio par fyra-hål och fyra par fem-hål. 
Det ger då för hela banan ett totalt par på 72.

### Passning
Passning inom golf innebär att spelarens caddie, medspelare eller motspelare håller flaggan på greenen när spelaren slår bollen. Om spelaren har begärt passning ska flaggan avlägsnas ur hålet efter att bollen har slagits men innan bollen nått fram. Om inte detta görs och bollen träffar flaggan bestraffas spelaren med två pliktslag. Passning får inte påbörjas efter att bollen satts i rörelse. Flaggan får inte stå kvar i hålet om bollen går i hål och slaget sker från greenen. Passning begärs oftast vid puttning då bollen ligger långt från hålet men kan även förekomma när spelaren bedömer att flaggan kan hindra bollen från att gå i hålet vid längre slag. Exempel på detta är vid stark blåst då flaggan lutar mot hålkanten och utrymmet för bollen att gå ner i hålet förminskas (eller förstoras).

### Pay and play
Pay and play är den egenskap hos en golfbana som innebär att spelare tillåts spela där mot en avgift, utan att spelaren har ett medlemskap i en golfklubb. Pay and play-banor består oftast av korta hål med få hinder eller svårigheter. Banorna är lämpliga för träning och som banor att börja med för den ovane golfspelaren. Pay and play-banor är särskilt vanliga i USA, men har numera även blivit vanliga i Sverige, speciellt i områden där de ordinarie klubbarna har långa kötider, och har blivit populära också eftersom de jämfört med "vanliga" golfklubbar är billiga. Många golfklubbar har pay and play-banor utöver sin ordinarie golfbana men det finns även golfklubbar som endast har en pay and play-bana.

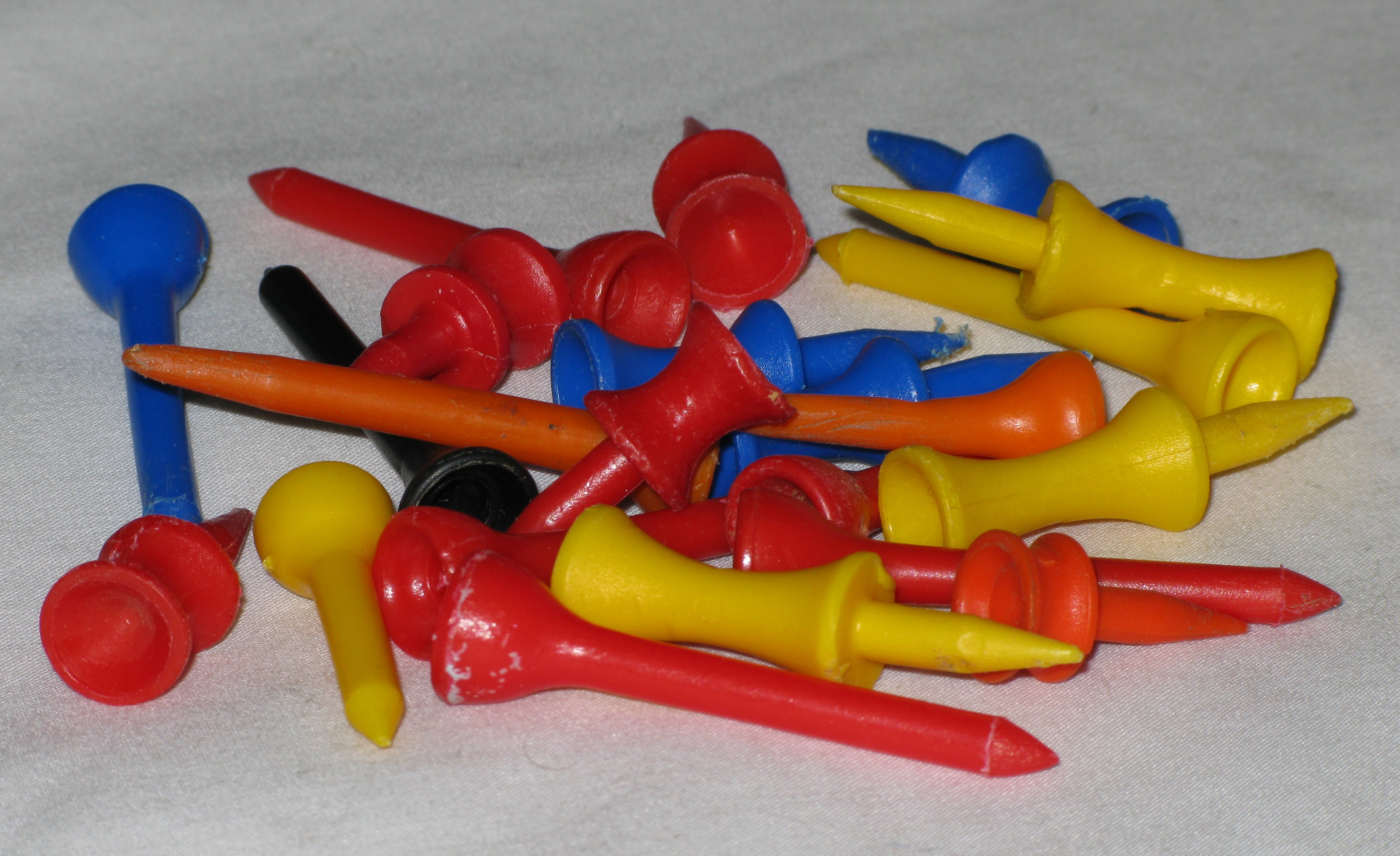
Trä och plastpeggar

### Peggen
Peggen (från engelskans Tee peg) är det långsmala instrument på vilket golfbollen placeras för att denna ska komma upp från marken och därmed vara lättare att träffa med golfklubban. Peggen som vanligtvis är tillverkad i trä eller plast får enligt golfreglerna endast användas från utslagsplatsen (tee). I golfens barndom tog man sand från föregående hål och la golfbollen på en liten sandhög inför utslaget. Plastpeggar har numera till stor del slutat användas och har förbjudits på vissa golfklubbar, eftersom de dels förstör skärbladen i gräsklipparna, dels eftersom det är svårare för naturen att bryta ner plast.

### Pilsnerboll
Pilsnerboll kallas det när en spelare med ett slag från vit eller gul tee inte lyckas komma förbi röd tee. Spelaren som slagit får då bjuda sina medspelare på öl efter ronden.

### Pitching wedge
Pitching wedge är benämningen på järnklubba nummer 10. Klubban används företrädesvis vid chippslag, pitchslag och vid inspel mot greenen där längden på ett slag med en järnnia blir för lång. Klubban har ett högre loft och kortare skaft än en järnnia vilket gör att slaget blir högre men kortare.

### Pitchslag
Pitchslag är ett kort golfslag som görs i närspelet och inte görs med full svingkraft. Slaget slås med en mjuk handled till skillnad från en chipp. Pitchslag utförs oftast med en wedge för att få bollen att flyga högt och sker oftast mot greenen.

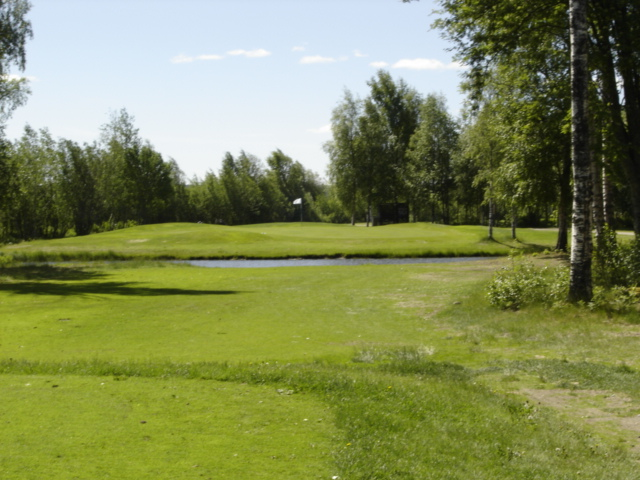
Pliktområde framför green

### Pliktområde
Pliktområden är varje vattensamling på banan samt områden där tävlingsledningen definierar som ett pliktområde. Det finns två typer av pliktområden som märks ut med röda eller gula markeringar. Om färgen på pliktområde ej angetts ska detta betraktas som ett rött pliktområde. Om bollen spelas ner i ett gult pliktområde, har spelare följande två alternativ:
- Bollen får spelas från vattenhindret som den ligger.
- Bollen får droppas på föregående plats med ett pliktslag.
- Spelaren kan välja att droppa bollen på flagglinjen, en tänkt rak linje från skärningspunkten där bollen skar markeringen på vattenhindret och vidare rakt bortåt från flaggan. Droppning får ske på flagglinjen utan begränsning av avstånd bakåt. Spelaren måste plikta ett slag.

Om bollen befinner sig i pliktområde utmarkerat med röda markeringar har spelaren ytterligare två alternativ: 
- Droppa inom två klubblängder, dock ej närmare hål, från skärningspunkten.
- Droppa inom två klubblängder, dock ej närmare hål, från hindergränsen på andra sidan hindret lika långt från hål som skärningspunkten.[8]

Sedan 2019 är den officiealla termen för vattenhinder och sidovattenhinder pliktområde.Till skillnad mot den äldre definitionen tillåts spelaren grunda klubban inom området.

### Pliktslag
Pliktslag är en benämning inom golfreglerna som innebär att slag läggs till spelarens antal slag för hålet. Grova regelbrott bestraffas i regel med två slags plikt. Exempel är om spelaren grundar klubban i en sandbunker. 
Lindriga regelbrott bestraffas med ett slags plikt om till exempel spelaren rubbar sin boll i vila och återplacerar den.

### Pro
Pro eller golfpro är en förekommande benämning för licensierad golftränare.  Namnet kan ses betyda pro(fessionell tränare/instruktör).

### Pull
Pull är ett golfslag som för högerspelare gör att bollen får en rak bollbana till vänster om målet. För vänsterspelare går bollen till rakt till höger. Pull kan kombineras med slag som ger skruv, till exempel pull hook.

### Push
Push är ett golfslag som för högerspelare gör att bollen får en rak bollbana till höger om målet. För vänsterspelare går bollen till rakt till vänster.

### Putter

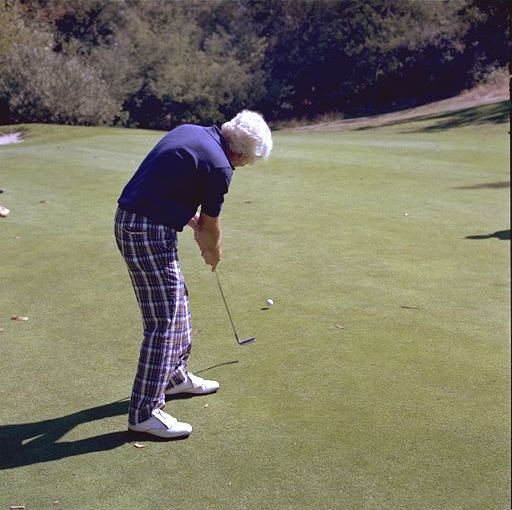
Puttning på green.

Putter är den golfklubba som normalt används vid spel på green.

### Puttning
Puttning i golf är ett slag på greenen som utfört med en putter.

## R

### Ruff
Ruff är den del av spelfältet som ligger utanför fairway. Mellan fairway och ruff förekommer oftast semiruff. Ruffen är, beroende på vegetationen, av varierande beskaffenhet på olika banor men består ofta av högt gräs med tät växtlighet. 
Ruffen utgör en svårighet men också en säkerhetszon eftersom den ofta stoppar bollen från att hamna i ytterligare svårigheter.

## S

### Sandwedge
Sandwedge är en golfklubba med mycket loft som oftast används för att slå slag i en bunker. Tack vare loftet på klubbhuvudet får golfbollen en högre bollbana. En sandwedge används även för att genomföra kortare slag utanför green då man vill att golfbollen skall stanna snabbare och inte få så mycket rull när den landar på green.

### Score
Score är summan av det antal slag som spelaren har presterat, antingen på varje hål eller sammanlagt på hela ronden.

### Scorekort
Scorekort är en blankett på vilken en spelare eller markör antecknar antalet slag (score) på respektive hål under en golfrunda. 
Scorekortet anger bland annat hålens längd, banans totala längd, banans och hålens par och handicapindex.

### Scramble
Scramble är en spelform som kan spelas med 2, 3, eller 4 spelare i varje lag. Scramble spelas så här: alla i laget slår ut. Laget väljer den bästa bollen. Alla i laget placerar sin boll inom ett scorekorts längd från den platsen och slår sitt nästa slag en efter en. Därefter väljer laget den bästa bollen och slår därifrån och så vidare tills bollen är i hål.
En variant i scramble är att laget minst måste välja ett visst antal utslag från varje lagmedlem.
Scramble spelas vanligtvis som Slagtävling. Lagets handicap är normalt 10% av summan av spelarnas spelhandicap.

### Scratchvärde
Scratchvärde är det antal slag en scratchspelare (i detta fall handicap 0) erhåller i förhållande till par på en viss golfbana från en viss tee.

### Seasidebana
Seasidebana är en golfbana belägen vid en kust där inte sandjord från havsbotten är underlag för den grästäckta marken. Banor vid kuster indelas i seasidebanor och linksbanor men även banor vid insjöar kan ibland benämnas som seasidebanor.

### Semiruff
Semiruff benämning inom golf på den del av spelfältet som ligger mellan fairway och ruff. Semiruffen kallas också första klippningen. Semiruffen har en något högre klipphöjd än fairway. Klipphöjden brukar vara mellan 40 och 50 millimeter. Semiruffen kan ofta bestå av tätt växande gräs eftersom den är av samma grässort som fairway och den hindrar ofta golfbollen från att rulla vidare till ruffen.

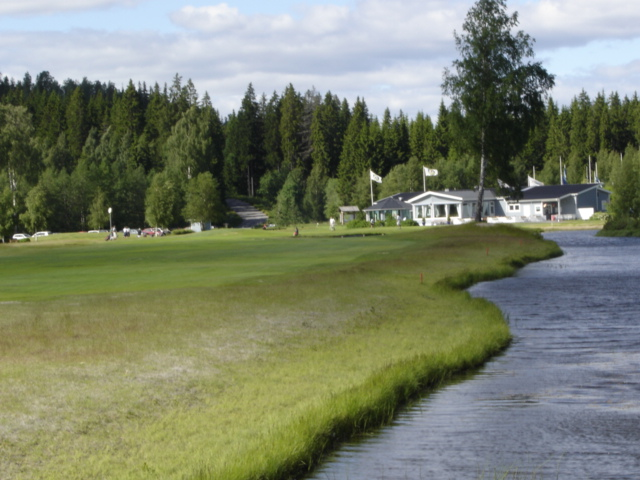
Sidovattenhinder markerat med röda pinnar.

### Shotgun
Shotgun betyder att alla startar samtidigt i en tävling. Tävlingsledningen placerar ut grupperna på olika hål. Om man har fler grupper än hål lägger man lämpligen dubbla grupper på par 5-hålen. Namnet shotgun kommer från att man förr i tiden signalerade när tävlingen startar med en hagelbössa.

### Sidovattenhinder
se pliktområde.

### Singel
Singel innebär att spelare inte spelar i ett lag.

### Singelhandicap
Singelhandicap har en spelare med handicap mellan 0,1 och 9,4. Spelare med handicap 0 kallas scratchspelare.

### Skogsbanor
Skogsbanor karaktäriseras av att merparten av hålen spelas på fairways utskurna i ett skogslandskap. Träd är ofta i spel på en skogsbana. Bland berömda skogsbanor finns bland annat Pine Valley, Wentworth Club i Virginia Water och Halmstad GK.

### Slag
Ett slag börjar enligt golfreglerna först i framsvingen. Man får med andra ord inte förbättra sin bolls läge eller rubba bollen i baksvingen eftersom det inte räknas tillhöra slaget.

### Slaggolf
Slaggolf är en spelform inom slagspel där maximalt antal slag för en spelare är 5 över par på varje hål. 
Slaggolf skiljer sig från slagtävling på så sätt att spelaren i slaggolf inte kan få mer än 5 slag över par trots att hålet inte spelas färdigt. I slagtävling så måste spelaren spela klart hålet och kan därmed sluta på fler slag.

### Slagspel
Slagspel är en speltyp där spelarens eller lagets totala antal slag under golfrundan räknas antingen som slag eller poäng. 
Till skillnad från matchspel så tävlar man inte direkt mot den andra spelaren/laget utan mot samtliga tävlingsdeltagare. 
Slagspel förekommer bland annat som slagtävling, poängbogey och slaggolf.

### Slagtävling
Slagtävling är en form av slagspel där bollen spelas tills den är i hål - bollen måste hålas ut. Denna spelform är vanlig bland professionella och elitspelare.

### Slice
Slice är ett slag som för högerspelare får bollen att rotera från vänster till höger (medurs) och för vänsterspelare motsatt rotation. Bollen har träffats med ett öppet klubblad och klubban har svingats utifrån och in. Slice ger en kraftigare sväng än fade. Slice är ett vanligt nybörjarfel.

### Spelrätt
Spelrätt har två betydelser:
1. Spelrätt som medlemsform i golfklubbar, är i den betydelsen egentligen en förkortning av Spelrättsbevis och är ett överlåtbart bevis om att innehavaren har erlagt kapitalinsats i klubben. Spelrätten köps och säljs till marknadspris till andra, antingen privat eller via klubben.
2. Många klubbar benämner medlemmens rätt att få spela på golfbanan utan att erlägga greenfee, som spelrätt.

### Spoon
Spoon är benämningen på en av träklubborna, en trätrea. Klubban kan liksom drivern användas från tee, men då den är lättare att använda utan peg är den även en vanlig klubba att använda på fairway.

### Stans
Stans är spelarens placering av fötterna när denna ställer upp sig vid bollen för att slå sitt slag.

### Stinger
Stinger är ett (avsiktligt) lågt slag, som ofta (på grund av bollens backspin och hastighet) får en snabb höjning av bollbanan mot slutet av bollflykten. Slaget används för att få bollen att flyga och rulla längre, ofta vid kraftigare vind eller för att slå under ett hinder (exempelvis ett träd).

### Stimpmeter
Stimpmeter i golf är en metod som används för att mäta hur snabbt en golfboll rullar på greenen. Det är även namnet på det redskap som används vid mätningen, en 30 inch (cirka 75 centimeter) lång aluminiumskena med en urskålad ränna avpassad för golfbollen. 
Rännan är V-formad med en vinkel på 145 grader. Se även Stimpmeter.

### Sving
Sving är den rörelse som en spelare utför för att slå ett golfslag. Före slaget utförs ofta en provsving, vilket innebär att svingen genomförs utan att spelaren försöker träffa bollen.

## T

### Tee

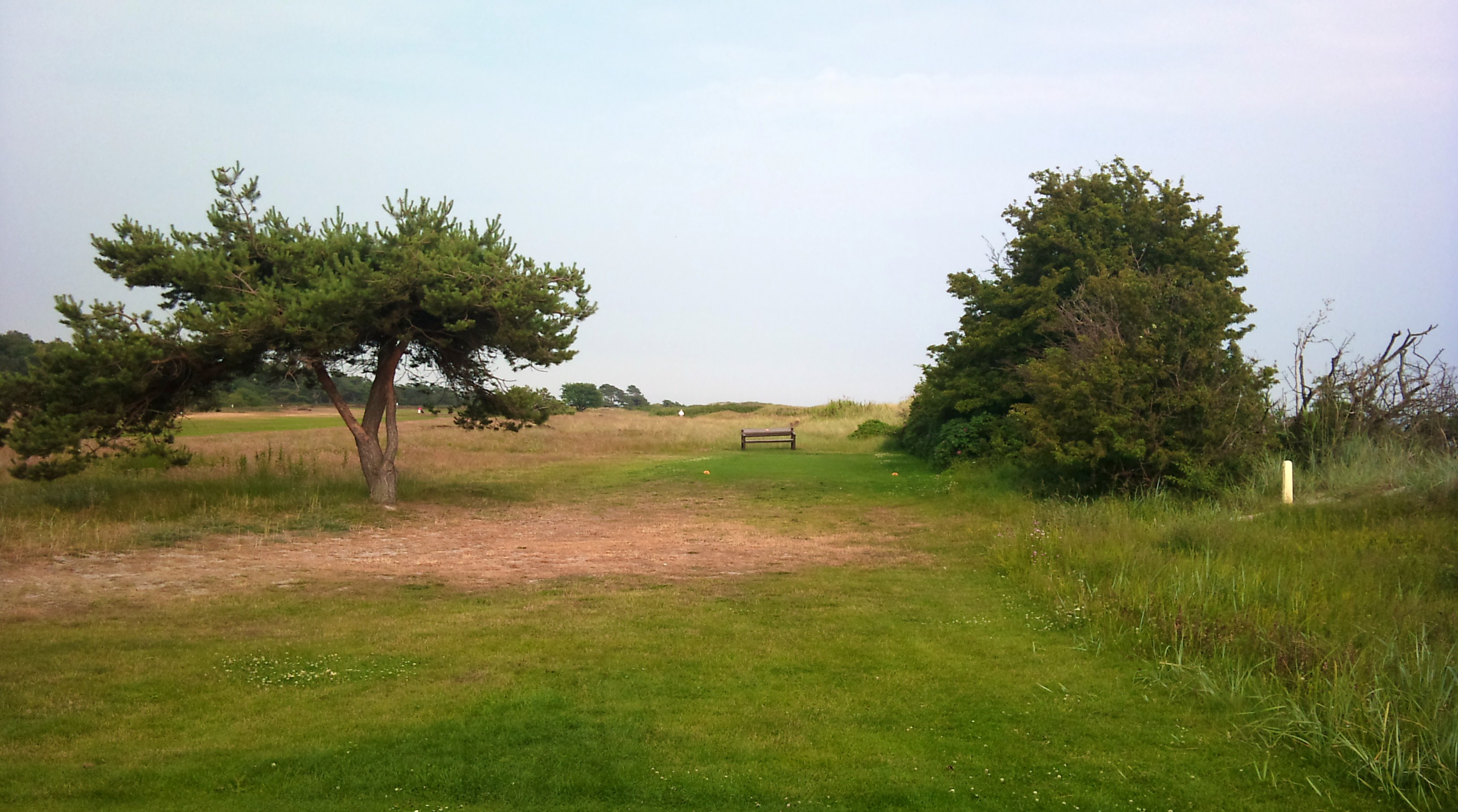
Gul tee med bänk.

Tee är beteckningen på utslagsplatsen i golf. Det finns i Sverige oftast fyra olika slags teer, vit, gul, blå och röd. 
Gul och röd tee anses normalt som herr- respektive damtee, men efter slopesystemets införande slopades dessa benämningar, och numera kan alla spela från valfri tee. Vit och blå tee används av manliga respektive kvinnliga elitspelare. Alla golfbanor har dock inte vit och blå tee, utan då endast gul och röd. Detta gäller främst banor som ej arrangerar elittävlingar. I USA och vissa andra länder används istället färglängden svart, blå, vit, röd. Observera att ordet "tee" på engelska också används som beteckning för peggen.

### Tillfälligt vatten
Tillfälligt vatten är en vattensamling som inte ligger i ett vattenhinder. Det är tillfälligt vatten om man kan se en vattenspegel före eller efter att spelaren har intagit sin stans. Det innebär att om spelaren ställer upp sig för att slå sitt slag, och vatten trycks upp ur marken där spelaren står, så är det tillfälligt vatten. Om tillfälligt vatten finns där spelaren står eller bollen ligger får spelaren fri dropp.

### Toppning
Toppning är när spelaren (oavsiktligt) träffar högt upp på bollen. Resultatet blir oftast ett kort, lågt slag. Slag med närspelsklubbor (exempelvis en wedge) blir dock oftast längre än en normal träff med samma klubba.

## U

### Ut
Ut innebär de första nio hålen som spelas under en 18-hålsrond. De kallas även utrundan eller, på engelska, 
front nine.

## V

### Vattenhinder
Vattenhinder är den äldre benämningen på nuvarande pliktområden. Se pliktområde.

## W

### Wedge
Wedge i golf är ursprungligen benämning på pitching wedge (järnklubba nummer 10). Idag används ordet även för andra högt loftade klubbor som lobwedge och sandwedge.